# Wulfenia blechicii
Wulfenia blechicii är en grobladsväxtart som beskrevs av Lakušic. Wulfenia blechicii ingår i släktet Wulfenia och familjen grobladsväxter. Inga underarter finns listade i Catalogue of Life.